# Чикагска школа по икономика
Чикагската школа по икономика описва неокласическата школа вътре в общността от икономисти, със силен фокус около факултета на Чикагския университет, някои от които са конструирали и популяризирали нейните принципи. Понякога е наричана freshwater (букв. сладководен/а) икономическа школа, в контраст със соленоводната (saltwater) на университети като МИТ, Харвард, Бъркли. Департаментът по икономика на Чикагския университет се смята за един от челните икономически департаменти в света и в него има повече Нобелови лауреати за икономика и получили Джон Бейтс Кларк медал от всеки друг университет.
В стриктен смисъл „Чикагската школа“ се отнася до подхода на членовете на Департамента по икономика на Чикагския университет през последния век. В един по-обхватен смисъл терминът „Чикагска школа“ се асоциира с определена „търговска марка“ за икономика, която се придържа стриктно към неокласическата ценова теория в своя икономически анализ, либералния свободен пазар в по-голямата част от работата си по отношение на политиката и методология, която е относително несклонна към математически формализъм и има предпочитание да се въздържа от по-внимателно мислене върху общото равновесие за сметка на по-скоро резултатно ориентиран част(ич)ен анализ на икономическото равновесие. Чикагската школа е асоциирана с неокласическата ценова теория и либертарианството в своята поддръжка за ниско облагане и регулации на частния сектор, но се различава от чистата икономика на свободния пазар в своята поддръжка на правителствено-регулирана монетарна политика.
Школата отрича Кейнсианството в полза на монетаризма до 80-те на 20 век, когато рационалните очаквания придобиват значение. Тя също така повлиява финансите с хипотезата за ефикасния пазар. По отношение на методологията Чикагската школа по икономика набляга върху позитивната икономика, което ще рече на емпирично базираните изследвания, които доказват теорията.

## Дискусия
Някои твърдят, че икономистите от Чикгската школа са асоциирани с Вашингтонския консенсус , който Джон Уилямсон нарича „разочарование“.